# SAR стойност
SAR (на английски: Specific Absorption Rate, относителен коефициент на поглъщане) е показател, определящ енергията на електромагнитното поле, поглъщана от тъканите на човешкото тяло за една секунда. Най-често тази енергия се измерва в диапазона на радиовълните (честотна лента) използвани за мобилни комуникации (GSM, UMTS, CDMA, W-CDMA или LTE технологии) или безжични компютърни мрежи (WLAN), но се препоръчват различни стойности за различни честотни диапазони в зависимост от използваната технология. Дефинира се като количество енергия, погълната от тъканите на човешкото тяло и се измерва във ватове на килограм (W/kg). Стойността на SAR може да бъде изчислена чрез формулата:
{\displaystyle {\text{SAR}}={\frac {\sigma E^{2}}{\rho }}}
където:
{\displaystyle \sigma } е електрическата проводимост на тъканта за определената честота на изследване, S/m;
{\displaystyle E} е електрическото поле, W/m;
{\displaystyle \rho } е плътността на тъканта за определената честота на изследване, kg/m³.

Колкото по-висока е стойността на SAR, толкова по-силно радиовълните нагряват тялото.
В частност, с този показател се измерва големината на вредното въздействие на мобилните телефони върху човека. Стойността на SAR обикновено се посочва за всеки телефон, като за съвременните телефони тя има стойност 0,10 до 1,99 W/kg. Колкото по-малка е стойността на SAR, толкова по-малко тъканите се нагряват от излъчването. Препоръчваната горна граница от Световната здравна организация възлиза на 2,0 W/kg. По-рано SAR за мобилните телефони се определяше от производителите при нееднакви условия, което създаваше несигурност. От есента на 2001 г. съществува европейски стандарт (EN 50361), който точно определя условията на измерване. През март 2007 г. EN 50361 е заменен с EN 62209-1.
Трябва да се отбележи, че стойността на SAR се определя при работа на телефона на максимална мощност. На практика мощността на предавателя на телефона зависи от конкретните условия, при това, като правило, колкото по-добро е качеството на връзката в точката, в която се намира абонатът, толкова по-малка е мощността. Диапазонът на регулиране на върховата мощност в GSM-телефоните е примерно от 2 W до 20 mW, тоест разликата между максималната и минимална мощност е 100 пъти.